# مرض تنفسي
أمراض الجهاز التنفسي هو المصطلح الجامع لأمراض الرئة والشعب الهوائية والأنابيب والقصبة الهوائية والحنجرة. وهذه الأمراض تتراوح بين معتدلة إلى كونها تهدد الحياة، (الالتهاب الرئوي الجرثومي، أو الجلطة الرئوية على سبيل المثال).
يمكن تصنيف أمراض الجهاز التنفسي تحت مسمى اما انسدادية (معوقة) (أي الأمراض التي تعرقل معدل تدفق الهواء إلى داخل وخارج الرئتين، وعلى سبيل المثال الربو) أو مقيدة (أي الأمراض التي تتسبب في حدوث انخفاض في حجم الرئتين الوظيفي، وعلى سبيل المثال التليف الرئوى). ويمكن تصنيف أمراض الجهاز التنفسي على أنها اما أمراض الجهاز التنفسي العلوي أو أمراض الجهاز التنفسي السفلي (التصنيف الأكثر شيوعا في سياق أمراض الجهاز التنفسي المعدية).

## انسداد الرئوي المزمن
زيادة في مقاومة الشعب الهوائية لتدفق الهواء وانخفاض دائم لوظيفة الرئة، في حين لا تزال القدرة الحيوية عادية نسبيا، مما يسبب تضخم الصدر المفرط للمرضى الذين لديهم انسداد الشعب الهوائية المزمن.
تعرّض الشعب الهوائية لعدة سنوات لمواد مـُهيـِّجة كدخان التبغ والتلوّث الصناعي يسبب انسداد الشعب الهوائية المزمن. 95% من المصابين بمرض الانسداد الرئوي المزمن هم من المدخنون وغالباً قاموا بالتدخين يومياً لأكثر من 45 سنة.
لا يتطور الربو إلى انسداد الشعب الهوائية المزمن عادة، ولكن المصابون بالربو الذين يدخنون لديهم خطورة منخفضة لتطوير تغييرات مـُزمنة في الشعب الهوائية.

## أمراض الجهاز التنفسي المزمنة
أمراض الجهاز التنفسي المزمنة (CRDs) هي أمراض الشعب الهوائية وغيرها من هياكل الرئة. يمكن وصف هذا المرض عن طريق توظيف خلايا التهابية عالية (خلية متعادلة) و / أو دورة مدمرة من العدوى، (على سبيل المثال بوساطة الزائفة الزنجارية). بعض من الأكثر شيوعا هي الربو، مرض الانسداد الرئوي المزمن، أو متلازمة الضائقة التنفسية الحادة. ومع ذلك، فإن العلاجات القلبية غير قابلة للعلاج، إلا أن أشكال العلاج المختلفة التي تساعد على تمدد الممرات الهوائية الرئيسية وتحسين ضيق التنفس يمكن أن تساعد في السيطرة على الأعراض وزيادة نوعية الحياة للأشخاص المصابين بالمرض. وعادة ما تستمر لمدة ثلاثة أشهر إلى سنتين.

## أمراض الرئة التقييدية
أمراض الرئة التقييدية هي فئة من أمراض الجهاز التنفسي التي تتميز بفقدان مطاوعة الرئة، مما تسبب في توسع الرئة غير المكتمل وزيادة تصلب الرئة، مثل الرضع الذين يعانون من متلازمة الضائقة التنفسية.

## التهابات الجهاز التنفسي
يمكن أن تؤثر العدوى على أي جزء من الجهاز التنفسي. وهي تقسم تقليديا إلى التهابات الجهاز التنفسي العلوي والتهابات الجهاز التنفسي السفلي.

### عدوى الجهاز التنفسي العلوي
التهاب الجهاز التنفسي العلوي الأكثر شيوعا هو نزلات البرد. ومع ذلك، تعتبر التهابات أعضاء معينة من الجهاز التنفسي العلوي مثل التهاب الجيوب الأنفية، التهاب اللوزتين، التهاب الأذن الوسطى، التهاب البلعوم والتهاب الحنجرة التهابات الجهاز التنفسي العلوي.

### عدوى الجهاز التنفسي السفلي
وأكثر أمراض الجهاز التنفسي شيوعا هي الالتهاب الرئوي، وهو عدوى في الرئتين عادة ما تسببها البكتيريا، وخاصة العقدية الرئوية في البلدان الغربية. في جميع أنحاء العالم، والسل هو سبب مهم من الالتهاب الرئوي. قد تسبب مسببات الأمراض الأخرى مثل الفيروسات والفطريات الالتهاب الرئوي مثل الالتهاب الرئوي الحاد والالتهاب الرئوي الرئوي. قد يحدث الالتهاب الرئوي مضاعفات مثل خراج الرئة، تجويف مستدير في الرئة بسبب العدوى، أو قد ينتشر إلى التجويف الجنبي.
قد يكون ضعف العناية بالفم عاملا مساهما في انخفاض أمراض الجهاز التنفسي. وتشير الأبحاث الجديدة إلى أن البكتيريا من أمراض اللثة تنتقل عبر المجاري الهوائية وإلى الرئتين.

## الأورام

### الأورام الخبيثة
الأورام الخبيثة في الجهاز التنفسي، وخاصة سرطان الابتدائي في الرئة، هي مشكلة صحية رئيسية مسؤولة عن 15٪ من جميع تشخيصات السرطان و 30٪ من جميع الوفيات بالسرطان. وتعزى غالبية سرطانات الجهاز التنفسي إلى تدخين التبغ.
الأنواع النسيجية الرئيسية لسرطان الجهاز التنفسي هي:
- سرطان الرئة الخلايا الصغيرة
- سرطان الرئة ذو الخلايا غير الصغيرة
  - أدينوكارسينوما من الرئة
  - سرطان الخلايا الحرشفية في الرئة
  - سرطان الرئة الخلايا الكبيرة
- سرطان الرئة الأخرى (سرطانة، ساركوما كابوسي، سرطان الجلد)
- سرطان الغدد الليمفاوية
- سرطان الرأس والرقبة
- ورم الظهارة المتوسطة الجنبي، ودائما تقريبا بسبب التعرض لغبار الأسبستوس.

وبالإضافة إلى ذلك، منذ العديد من السرطانات تنتشر مرحبا مجرى الدم والمخرجات القلب بأكمله يمر من خلال الرئتين، فمن الشائع لانبثاث السرطان أن تحدث داخل الرئة. سرطان الثدي قد تغزو مباشرة من خلال الانتشار المحلي، ومن خلال الانبثاث العقدة الليمفاوية. بعد ورم خبيث في الكبد، سرطان القولون في كثير من الأحيان ميتاستاسيزس إلى الرئة. سرطان البروستاتا، وسرطان الخلايا الجرثومية وسرطان الخلايا الكلوية قد تنتشر أيضا إلى الرئة.
علاج سرطان الجهاز التنفسي يعتمد على نوع من السرطان. يتم استخدام إزالة جراحية لجزء من الرئة (استئصال الفص، استئصال الجزء، أو استئصال إسفين) أو استئصال رئوي كامل الرئة، جنبا إلى جنب مع العلاج الكيميائي والعلاج الإشعاعي، كلها. تعتمد فرصة البقاء على قيد الحياة على سرطان الرئة على مرحلة السرطان في وقت تشخيص السرطان، وإلى حد ما على الأنسجة، وحوالي 14-17٪ فقط. في حالة الانبثاث إلى الرئة، والعلاج يمكن أن يكون في بعض الأحيان العلاجية ولكن فقط في بعض الظروف النادرة.

### الأورام الحميدة
الأورام الحميدة هي أسباب نادرة نسبيا لأمراض الجهاز التنفسي. أمثلة على الأورام الحميدة هي:
- ورم عظمي رئوي
- التشوهات الخلقية مثل حبس الرئوي والتشوهات الغدية الكيسي الخلقي (CCAM).

## أمراض التجويف الجنبي
وتشمل أمراض التجويف الجنبي ورم الظهارة المتوسطة الجنبي المذكورة أعلاه.
مجموعة من السوائل في التجويف الجنبي تعرف باسم الانصباب الجنبي. قد يكون هذا بسبب انتقال السوائل من مجرى الدم إلى التجويف الجنبي بسبب ظروف مثل قصور القلب الاحتقاني وتليف الكبد. قد يكون أيضا بسبب التهاب الغشاء الجنبي نفسه كما يمكن أن يحدث مع العدوى، والانسداد الرئوي، والسل، ورم الظهارة المتوسطة وغيرها من الشروط.
استرواح الصدر هو ثقب في الغشاء الجنبي تغطي الرئة مما يسمح للهواء في الرئة للهروب في التجويف الجنبي. الرئة المتضررة «ينهار» مثل البالون مفرغ. استرواح الصدر التوتر هو شكل حاد بشكل خاص من هذه الحالة حيث الهواء في تجويف الجنبي لا يمكن الهروب، وبالتالي استرواح الصدر وتبقي أكبر حتى يضغط القلب والأوعية الدموية، مما يؤدي إلى حالة تهدد الحياة.

## أمراض الأوعية الدموية الرئوية
أمراض الأوعية الدموية الرئوية هي الظروف التي تؤثر على الدورة الدموية الرئوية. ومن الأمثلة على ذلك: [بحاجة لمصدر]
- الانسداد الرئوي، الجلطة الدموية التي تشكل في وريد، يكسر، يسافر من خلال القلب والنزل في الرئتين (الجلطات الدموية). صمة رئوية كبيرة هي قاتلة، مما تسبب في الموت المفاجئ. وهناك عدد من المواد الأخرى التي يمكن أن تنغمس أيضا (السفر عبر مجرى الدم) إلى الرئتين ولكنها أكثر نادرة: الانسداد الدهني (وخاصة بعد الإصابة العظمية)، انسداد السائل الذي يحيط بالجنين (مع مضاعفات العمل والتسليم)، انسداد الهواء (علاجي المنشأ - الناجمة عن الإجراءات الطبية الغازية).
- ارتفاع ضغط الدم الشرياني الرئوي، وارتفاع الضغط في الشرايين الرئوية. الأكثر شيوعا هو مجهول السبب (أي سبب غير معروف) ولكن يمكن أن يكون راجعا إلى آثار مرض آخر، وخاصة مرض الانسداد الرئوي المزمن. هذا يمكن أن يؤدي إلى إجهاد على الجانب الأيمن من القلب، وهي حالة تعرف باسم كور الرئوية.
- وذمة رئوية، وتسرب السوائل من الشعيرات الدموية في الرئة في الحويصلات الهوائية (أو المساحات الجوية). وعادة ما يكون ذلك بسبب قصور القلب الاحتقاني.
- نزيف رئوي، التهاب وأضرار في الشعيرات الدموية في الرئة مما أدى إلى تسرب الدم إلى الحويصلات الهوائية. وهذا قد يسبب سعال الدم. النزيف الرئوي يمكن أن يكون راجعا إلى اضطرابات المناعة الذاتية مثل الورم الحبيبي مع التهاب الأوعية الدموية ومتلازمة غودباستور.

## أمراض حديثي الولادة
الأمراض الرئوية قد تؤثر أيضا على الأطفال حديثي الولادة، مثل تضخم الرئوي ومتلازمة الضائقة التنفسية لدى الرضع.

## علم الأوبئة
مرض الجهاز التنفسي هو سبب شائع ومهم للمرض والوفاة في جميع أنحاء العالم. في الولايات المتحدة، يحدث ما يقرب من 1 مليار «نزلات البرد الشائعة» كل عام. ووجدت دراسة أنه في عام 2010، كان هناك ما يقرب من 6.8 مليون زيارات قسم الطوارئ لاضطرابات الجهاز التنفسي في الولايات المتحدة للمرضى الذين تقل أعمارهم عن 18. في عام 2012، كانت الظروف التنفسية الأسباب الأكثر شيوعا لإقامة المستشفيات بين الأطفال.
في المملكة المتحدة، يتأثر ما يقرب من 1 من أصل 7 أشخاص بشكل ما من أشكال أمراض الرئة المزمنة، وأمراض الانسداد الرئوي المزمن الأكثر شيوعا، والتي تشمل الربو والتهاب الشعب الهوائية المزمن وانتفاخ الرئة.
أمراض الجهاز التنفسي (بما في ذلك سرطان الرئة) هي المسؤولة عن أكثر من 10٪ من المستشفيات وأكثر من 16٪ من الوفيات في كندا.
في عام 2011، وشكلت أمراض الجهاز التنفسي مع دعم التنفس الصناعي 93.3٪ من استخدام وحدة العناية المركزة في الولايات المتحدة.

## التشخيص
- تصوير الصدر بالأشعة السينية
- فحص وظائف الرئة
- التصوير المقطعي المحوسب